# Ugia taeniata
Ugia taeniata är en fjärilsart som beskrevs av Holland 1894. Ugia taeniata ingår i släktet Ugia och familjen nattflyn. Inga underarter finns listade i Catalogue of Life.